# الدجاجة الصغيرة الحكيمة
الدجاجة الصغيرة الحكيمة هو فيلم كرتوني من إنتاج شركة والت ديزني عام 1934، مستوحى من القصة الشهيرة الدجاجة الصغيرة الحمراء.  أول ظهور لشخصية ديزني الشهيرة بطوط كان في هذا الفيلم وهو يرقص على أنغام أغنية " <i>The Sailor's Hornpipe</i> ".  يحاول بطوط وصديقه بيتر بيج تجنب العمل من خلال التظاهر بآلام في المعدة ثم تعلمهما السيدة دجاجة قيمة العمل.

## حبكة
تبحث الدجاجة الحكيمة عن شخص يساعدها في زراعة الذرة لفصل الشتاء. يتظاهر بيتر بيج وبطوط بآلام في البطن للتخلص من المهمة، حيث أنهما يفضلان اللعب على العمل. بمساعدة صغارها الصيصان، قامت بزراعتها بنفسها. يأتي وقت الحصاد؛ مرة أخرى، يدَّعي بيتر وبطوط أنهما يعانيان من آلام في البطن، لكن الدجاجة تدرك ذلك عندما تسقط ألواح ناديهم، مما يظهر تصرفهم الصغير عندما يصافحون بعضهم البعض لتجنب المسؤولية. وبعد أن أدركت حيلتهم، تبادلت هي وصغارها النظرات الغاضبة عندما عرفوا ما يجب فعله مع بيتر وبطوط لاحقًا. إنها تطبخ تشكيلة شهية من أطباق الذرة، وتتوجه إلى بيتر وبطوط لمساعدتها في تناولها، ولكن قبل أن تتمكن من فتح فمها، يتظاهران بالفعل بآلام بطنهما. بمجرد أن تطلب منهم مساعدتها في أكل الذرة، يخرجون من واجهتهم ويشعرون بالحماس لتناول الطعام، ولكن كل ما تقدمه لهم هو زيت الخروع. وبينما تأكل الدجاجة وصغارها الذرة بأنفسهم، يتوب بيتر ودونالد بكل قوتهما من خلال ركل بعضهما البعض في المؤخرة.

## الفريق
- فلورنسا جيل - الدجاجة الصغيرة الحكيمة
- كلارنس ناش - دونالد داك ، بيتر بيج [2]
- بينتو كولفيج - بيتر بيج (أصوات أنين) [3]

## إنتاج
على الرغم من أن موزع الفيلم يونايتد آرتيست ثبَّت 9 يونيو 1934 تاريخًا لإصدار الفيلم، فقد تم عرضه لأول مرة في 3 مايو 1934، في مسرح Carthay Circle في لوس أنجلوس، بينما تم عرضه لاحقًا لأول مرة رسميًا في 7 يونيو في Radio City Music Hall في مدينة نيويورك كموضوع قصير لعرضه Sisters Under the Skin .  
يظهر في هذا الكارتون الظهور الأول لـكلارنس ناش في أفلام ديزني. التقى ناش بالمخرج ويلفريد جاكسون الذي أراد من ناش تقديم أصوات الطيور لفيلم كرتوني. أثناء المكالمة، قدم ناش نسخة من أغنية "Mary Had a Little Lamb" في صوت بطة، وأرسل جاكسون الموسيقى إلى مكتب والت ديزني. أعلن ديزني نفسه أن "هذه هي بطتنا الناطقة". 
تم تحريك الفيلم القصير بواسطة آرت بابيت ، وديك هويمر ، وكلايد جيرونيمي ، ولوي شميت، وفرينشي دي تريمودان (بمساعدة مجموعة من رسامي الرسوم المتحركة المبتدئين برئاسة بن شاربستين )   وإخراج ويلفريد جاكسون. 